# Konklawe 1669–1670
Konklawe 20 grudnia 1669 – 29 kwietnia 1670 – konklawe, które odbyło się po śmierci Klemensa IX. Zakończyło się niespodziewanym wyborem 80-letniego Klemensa X.

## Śmierć Klemensa IX
Papież Klemens IX zmarł 9 grudnia 1669 po ponad dwuletnim pontyfikacie w wieku 69 lat. Był on szczerze opłakiwany przez Rzymian, którzy kochali go i szanowali jako prostego i skromnego człowieka, opiekuna biednych i chorych. Politycznym tłem jego pontyfikatu były spory między Hiszpanią a Francją, w których próbował występować jako arbiter, oraz wzrastające zagrożenie ze strony Imperium Osmańskiego, które w 1669 podbiło należącą do Wenecjan Kretę.

## Lista uczestników
Kolegium Kardynalskie liczyło 70 kardynałów. W konklawe wzięło udział łącznie 66 purpuratów, ale ich liczba podlegała stałym wahaniom i jednorazowo w żadnym momencie nie było ich więcej niż 64. Siedmiu elektorów z powodu choroby musiało na stałe opuścić konklawe przed jego zakończeniem, w tym jeden z nich zmarł w trakcie sediswakancji:
- Francesco Barberini (nominacja kardynalska: 2 października 1623) – kardynał biskup Ostia e Velletri; komendatariusz kościoła prezbiterialnego S. Lorenzo in Damaso; dziekan Świętego Kolegium Kardynałów; wicekanclerz Świętego Kościoła Rzymskiego; sekretarz Świętej Kongregacji Rzymskiej i Powszechnej Inkwizycji
  - Marzio Ginetti (19 stycznia 1626) – kardynał biskup Porto e Santa Rufina; subdziekan Świętego Kolegium Kardynałów; wikariusz generalny diecezji rzymskiej; prefekt Świętej Kongregacji ds. Biskupów i Zakonników; prefekt Świętej Kongregacji ds. Obrzędów; prefekt Świętej Kongregacji ds. Kościelnych Immunitetów; prefekt Świętej Kongregacji Indeksu; prefekt Świętej Kongregacji ds. Rezydencji Biskupów; prefekt Świętej Kongregacji ds. Odpustów i Świętych Relikwii; prefekt Świętej Kongregacji ds. Reformy Statutów Kleru Rzymskiego (30 marca 1670 opuścił konklawe z powodu choroby)
  - Antonio Barberini OSIoHieros (30 sierpnia 1627) – kardynał biskup Palestriny; kamerling Świętego Kościoła Rzymskiego; prefekt Sygnatury ds. Brewe Apostolskich; prefekt Świętej Kongregacji Rozkrzewiania Wiary; arcybiskup Reims; komendatariusz opactw terytorialnych Subiaco, Tre Fontane i Nonantola; protektor Sabaudii (28 marca 1670 opuścił konklawe z powodu choroby)
- Francesco Maria Brancaccio (28 listopada 1633) – kardynał biskup Frascati; biskup Viterbo e Toscanella
- Ulderico Carpegna (28 listopada 1633) – kardynał biskup Albano; prefekt Świętej Kongregacji ds. Stanu Zakonnego
- Giulio Gabrielli (16 grudnia 1641) – kardynał biskup Sabiny; administrator diecezji Rieti
  - Virginio Orsini OSIoHieros (16 grudnia 1641) – kardynał prezbiter S. Lorenzo in Lucina; protoprezbiter Świętego Kolegium Kardynałów; protektor Polski i Portugalii (27 lutego 1670 opuścił konklawe z powodu choroby)
- Rinaldo d’Este (16 grudnia 1641) – kardynał prezbiter S. Pudenziana; komendatariusz opactwa terytorialnego Cluny; protektor Francji
- Cesare Facchinetti (13 lipca 1643) – kardynał prezbiter Ss. IV Coronati; biskup Spoleto
- Carlo Rossetti (13 lipca 1643) – kardynał prezbiter S. Silvestro in Capite; biskup Faenzy
- Alderano Cibo (6 marca 1645) – kardynał prezbiter S. Prassede; biskup Jesi
- Federico Sforza (6 marca 1645) – kardynał prezbiter S. Pietro in Vincoli; archimandryta Messyny; komendatariusz opactwa terytorialnego S. Vincenzo al Volturno
- Benedetto Odescalchi (6 marca 1645) – kardynał prezbiter S. Onofrio
- Lorenzo Raggi (7 października 1647) – kardynał prezbiter Ss. Quirico e Giulitta
- Jean-François-Paul de Gondi de Retz (19 lutego 1652) – kardynał prezbiter S. Maria sopra Minerva
- Luigi Omodei (19 lutego 1652) – kardynał prezbiter S. Alessio
- Pietro Vito Ottoboni (19 lutego 1652) – kardynał prezbiter S. Marco; prodatariusz Jego Świątobliwości; komendatariusz opactwa terytorialnego Vangadizza
- Marcello Santacroce (19 lutego 1652) – kardynał prezbiter S. Stefano al Monte Celio; biskup Tivoli
- Lorenzo Imperiali (19 lutego 1652) – kardynał prezbiter S. Crisogono
- Giberto Borromeo (19 lutego 1652) – kardynał prezbiter Ss. Giovanni e Paolo
  - Giovanni Battista Spada (2 marca 1654) – kardynał prezbiter S. Marcello (3 lutego opuścił konklawe z powodu choroby)
- Francesco Albizzi (2 marca 1654) – kardynał prezbiter S. Maria in Via
  - Ottavio Acquaviva d’Aragona (2 marca 1654) – kardynał prezbiter S. Cecilia; kamerling Świętego Kolegium Kardynałów (27 lutego opuścił konklawe z powodu choroby)
- Carlo Pio di Savoia (2 marca 1654) – kardynał prezbiter S. Prisca
- Carlo Gualterio (2 marca 1654) – kardynał prezbiter S. Eusebio
- Flavio Chigi (9 kwietnia 1657) – kardynał prezbiter S. Maria del Popolo; bibliotekarz Świętego Kościoła Rzymskiego; prefekt Trybunału Apostolskiej Sygnatury Sprawiedliwości; archiprezbiter bazyliki laterańskiej; prefekt Świętej Kongregacji ds. Granic Państwa Kościelnego
- Girolamo Buonvisi (9 kwietnia 1657) – kardynał prezbiter S. Girolamo degli Schiavoni; arcybiskup Lukki
  - † Scipione Pannocchieschi d’Elci (9 kwietnia 1657) – kardynał prezbiter S. Sabina (opuścił konklawe 24 marca z powodu choroby; zmarł 13 kwietnia 1670)
- Antonio Bichi (9 kwietnia 1657) – kardynał prezbiter S. Maria degli Angeli; biskup Osimo
- Pietro Vidoni (5 kwietnia 1660) – kardynał prezbiter S. Callisto
- Gregorio Barbarigo (5 kwietnia 1660) – kardynał prezbiter S. Tommaso in Parione; biskup Padwy
- Girolamo Boncompagni (14 stycznia 1664) – kardynał prezbiter S. Pietro e Marcellino; arcybiskup Bolonii
- Carlo Bonelli (14 stycznia 1664) – kardynał prezbiter S. Anastasia
- Celio Piccolomini (14 stycznia 1664) – kardynał prezbiter S. Pietro in Montorio
- Carlo Carafa della Spina (14 stycznia 1664) – kardynał prezbiter S. Susanna; legat apostolski w Bolonii
- Alfonso Litta (14 stycznia 1664) – kardynał prezbiter S. Croce in Gerusalemme; arcybiskup Mediolanu
- Neri Corsini (14 stycznia 1664) – kardynał prezbiter Ss. Nereo ed Achilleo
- Giacomo Filippo Nini (14 stycznia 1664) – kardynał prezbiter S. Maria della Pace
- Paluzzo Paluzzi degli Albertoni (14 stycznia 1664) – kardynał prezbiter Ss. XII Apostoli; biskup Montefiascone e Corneto
- Cesare Maria Antonio Rasponi (14 stycznia 1664) – kardynał prezbiter S. Giovanni a Porta Latina; legat apostolski w Urbino
- Giannicolò Conti (14 stycznia 1664) – kardynał prezbiter S. Maria in Transpontina; biskup Ankony
- Giulio Spinola (15 lutego 1666) – kardynał prezbiter S. Maria ai Monti
- Carlo Roberti (15 lutego 1666) – kardynał prezbiter S. Maria in Aracoeli; legat apostolski w Romanii
- Vitaliano Visconti (15 lutego 1666) – kardynał prezbiter S. Agnese fuori le mura
- Innico Caracciolo (15 lutego 1666) – kardynał prezbiter S. Clemente; arcybiskup Neapolu
- Giovanni Delfino (7 marca 1667) – kardynał prezbiter S. Salvatore in Lauro; patriarcha Akwilei
- Giacomo Rospigliosi (12 grudnia 1667) – kardynał prezbiter S. Sisto; superintendent generalny Stolicy Apostolskiej; prefekt Świętej Konsulty; legat apostolski w Awinionie; prefekt Trybunału Apostolskiej Sygnatury Łaski; archiprezbiter bazyliki liberiańskiej; gubernator Fermo, Tivoli i Capranica
- Emmanuel Théodose de la Tour d'Auvergne de Bouillon (5 sierpnia 1669) – kardynał prezbiter bez tytułu
- Luis Manuel Fernández de Portocarrero (5 sierpnia 1669) – kardynał prezbiter bez tytułu
- Francesco Nerli (29 listopada 1669) – kardynał prezbiter bez tytułu; arcybiskup Florencji
- Emilio Altieri (29 listopada 1669) – kardynał-prezbiter bez tytułu
- Carlo Cerri (29 listopada 1669) – kardynał prezbiter bez tytułu
- Lazzaro Pallavicino (29 listopada 1669) – kardynał prezbiter bez tytułu
- Giovanni Bona OCist (29 listopada 1669) – kardynał prezbiter bez tytułu
- Francesco Maidalchini (7 października 1647) – kardynał diakon S. Maria in Via Lata; protodiakon Świętego Kolegium Kardynałów
- Friedrich von Hessen OSIoHieros (19 lutego 1652) – kardynał diakon S.Nicola in Carcere Tulliano; protektor Hiszpanii i Rzeszy Niemieckiej
- Carlo Barberini (23 czerwca 1653) – kardynał diakon S. Cesareo in Palatio; prokamerling Świętego Kościoła Rzymskiego; archiprezbiter bazyliki watykańskiej; prefekt Fabryki Świętego Piotra; komendatariusz opactwa terytorialnego Farfa; prefekt Rzymu
- Decio Azzolini (2 marca 1654) – kardynał diakon S. Eustachio; sekretarz stanu Stolicy Apostolskiej
- Giacomo Franzoni (29 kwietnia 1658) – kardynał diakon S. Maria in Cosmedin; biskup Camerino
- Francesco Maria Mancini (5 kwietnia 1660) – kardynał diakon Ss. Vito e Modesto
- Angelo Celsi (14 stycznia 1664) – kardynał diakon S. Angela in Pescheria; prefekt Świętej Kongregacji ds. Soboru Trydenckiego
- Paolo Savelli (14 stycznia 1664) – kardynał diakon S. Giorgio in Velabro
- Leopoldo de’ Medici (12 grudnia 1667) – kardynał diakon Ss. Cosma e Damiano
- Sigismondo Chigi OSIoHieros (12 grudnia 1667) – kardynał diakon S. Maria in Domnica; wielki przeor zakonu joannitów w Rzymie
- Nicolò Acciaioli (29 listopada 1669) – kardynał diakon bez tytułu
  - Buonaccorso Buonaccorsi (29 listopada 1669) – kardynał diakon bez tytułu (27 marca 1670 opuścił konklawe z powodu choroby)

Skład narodowościowy: dwóch Francuzów, jeden Niemiec, jeden Hiszpan, reszta Włosi.
Dziesięciu elektorów było nominatami Urbana VIII (1623–1644), dziewiętnastu Innocentego X (1644–1655), dwudziestu czterech Aleksandra VII (1655–1667), a dwunastu Klemensa IX (1667–1669).

## Nieobecni
Czterech kardynałów (dwóch Włochów i dwóch Hiszpanów, jeden z nominacji Urbana VII, jeden Innocentego X, pozostali dwaj Aleksandra VII) w ogóle nie przybyło na konklawe:
- Girolamo Grimaldi-Cavalleroni (13 lipca 1643) – kardynał prezbiter SS. Trinita al Monte Pincio; arcybiskup Aix-en-Provence
- Niccolò Albergati-Ludovisi (6 marca 1645) – kardynał prezbiter S. Maria in Trastevere; penitencjariusz większy
- Pascual de Aragón-Córdoba-Cardona y Fernández de Córdoba (5 kwietnia 1660) – kardynał prezbiter S. Balbina; arcybiskup Toledo i prymas Hiszpanii
- Luis Guillermo de Moncada Aragón Luna de Peralta y de la Cerda (7 marca 1667) – kardynał diakon bez tytułu

Kardynał Albergati-Ludovisi był wprawdzie w Rzymie, ale odmówił udziału w konklawe z uwagi na stan zdrowia. Pozostali nieobecni przebywali w Hiszpanii lub Francji.

## Frakcje w Kolegium Kardynałów
Wyróżniano sześć frakcji:
- Stronnictwo francuskie – na konklawe reprezentowało je siedmiu stronników Francji w Kolegium Kardynałów: Rinaldo d’Este (kardynał-protektor), Antonio Barberini, Orsini, de Retz, Maidalchini, Mancini i de Bouillon. Pozostawali oni w stałym kontakcie korespondencyjnym z ambasadorem Chaulnes. Do grupy tej należał także nieobecny kardynał Grimaldi
- Stronnictwo hiszpańskie – na konklawe reprezentowało je ośmiu stronników Habsburgów w Świętym Kolegium: Leopoldo Medici (lider frakcji), von Hessen-Darmstadt, Sforza, Raggi, Acquaviva, Pio, Visconti, Portocarrero. Kardynałowie de Aragon i Moncada pozostali w Hiszpanii i nie przybyli do Rzymu. Niekiedy do stronnictwa tego zaliczano także kardynałów, którzy należeli wprawdzie do innych frakcji, ale jako obywatele księstwa Mediolanu lub królestw Sycylii i Neapolu byli poddanymi króla Hiszpanii i z tego tytułu mieli pewne zobowiązania wobec niego (Litta, Brancaccio, Odescalchi, Vidoni, Carafa i Caracciolo). Liderzy tej frakcji utrzymywali stały kontakt z ambasadorem Astorgą
- „Barberinianie” – ugrupowanie dowodzone przez Francesco Barberiniego, bratanka Urbana VIII. Należeli do niego nominaci tego właśnie papieża: Ginetti, Brancaccio, Carpegna, Gabrielli, Fachinetti i Rosetti, a także Carlo Barberini, mianowany przez Innocentego X bratanek kardynała Francesco;
- „Lotny szwadron” – grupa sześciu nominatów Innocentego X, powiązana z byłą królową Szwecji Krystyną, głosząca niezależność konklawe od nacisków świeckich mocarstw. Tworzyli ją Azzolini (lider), Ottoboni, Imperiali, Borromeo, Omodei, Gualtieri
- „Chigianie” – dowodzeni przez Flavio Chigi kardynałowie mianowani przez jego wuja Aleksandra VII: d'Elci, Bonelli, Spinola, Vidoni, Carafa, Corsini, Piccolomini, Rasponi, Roberti, Bichi, Litta, Caracciolo, Boncompagni, Delfini, Bonvisi, Franzoni, Conti, Paluzzi, Celsi, Nini, Savelli i Barbarigo, a ponadto także Sigismondo Chigi, mianowany przez Klemensa IX kuzyn Flavio Chigiego
- „Rospigliosianie” – partia kardynała Giacomo Rospigliosi, bratanka Klemensa IX, grupująca jego nominatów: Nerli, Bona, Cerri, Acciaioli, Pallavicino, Bonaccorsi i Altieri

Kilku kardynałów mianowanych przez Innocentego X, w przeszłości związanych z „lotnym szwadronem”, było obecnie uważanych za neutralnych: Cibo, Odescalchi, Santa Croce, Spada i Albizzi, a także chory kardynał Albergati-Ludovisi.

## Kandydaci na papieża
Następujący kardynałowie byli uważani za papabile:
- spośród nominatów Urbana VIII: Francesco Barberini, Ginetti, Carpegna, Gabrielli, Facchinetti i Brancaccio
- spośród nominatów Innocentego X: Odescalchi, Spada, Ottoboni, Albizzi
- spośród nominatów Aleksandra VII: d’Elci, Buonvisi, Celsi, Vidoni, Litta, Bonelli, Carafa i Rasponi
- spośród nominatów Klemensa IX: Nerli, Bona i Altieri

Kandydatem Azzoliniego był były nuncjusz apostolski w Polsce Pietro Vidoni, który był uważany za faworyta, gdyż był akceptowalny zarówno dla Francji jak i Hiszpanii. Poważnym oponentem Vidoniego był jednak Chigi, mimo że należał on do jego frakcji. Podobnie jak na poprzednim konklawe Chigi popierał kardynała d’Elci. Kardynał Francesco Barberini chciał wysunąć własną kandydaturę, a gdyby to się nie powiodło, doprowadzić do wyboru kardynała Spada (temu drugiemu sprzyjało wielu kardynałów „lotnego szwadronu”).

## Konklawe

### Zmiany w składzie i liczbie elektorów[4]
Konklawe rozpoczęło się 20 grudnia 1669 roku mszą celebrowaną przez dziekana Świętego Kolegium Francesco Barberiniego. Liczba i skład grona elektorów ulegały ciągłym wahaniom. 20 grudnia na konklawe weszło 57 kardynałów, a następnego dnia dotarł kardynał von Hessen-Darmstadt. Ponieważ jednak dwaj purpuraci, Antonio Barberini i Federico Sforza, byli chorzy, początkowo nie brali udziału w głosowaniach. 22 grudnia przybyli kardynałowie Caracciolo i Barbarigo, 26 grudnia kardynał Borromeo, 28 grudnia kardynał d’Elci, a 30 grudnia kardynał Litta, zatem na przełomie 1669/70 liczba elektorów wynosiła 63.
Niemal od samego początku wśród elektorów zaczęły się szerzyć problemy zdrowotne. 7 stycznia 1670 kardynał Imperiali opuścił konklawe z powodu choroby, redukując liczbę elektorów do 62. W dniach odpowiednio 18 i 20 stycznia na konklawe weszli francuscy kardynałowie Retz i Bouillon, zatem głosujących było wówczas 64. Od 24 do 27 stycznia Virginio Orsini czasowo przebywał poza konklawe, również ze względów zdrowotnych. 28 stycznia konklawe opuścił kardynał Piccolomini, ale dwa dni później powrócił kardynał Imperiali, zatem liczba elektorów z końcem stycznia 1670 wynosiła 64.
W dniu 3 lutego kardynałowie Spada i Antonio Barberini z powodu choroby musieli opuścić konklawe, a cztery dni później w ich ślady poszedł kardynał Santacroce, który jednak powrócił już 16 lutego. 22 lutego kardynał Pallavicino opuścił konklawe. Następnego dnia to samo uczynił Bonelli, ale jednocześnie powrócił Piccolomini. 27 lutego chorzy kardynałowie Acquaviva i Orsini zostali zmuszeni do ostatecznego opuszczenia obrad ze względu na stan ich zdrowia. Z końcem lutego w konklawe brało zatem udział 59 elektorów.
15 marca powrócił kardynał Pallavicino, następnego dnia Bonelli a dwa dni później Antonio Barberini. W drugiej połowie marca jednak aż czterech purpuratów musiało definitywnie zakończyć swój udział w obradach konklawe: d’Elci 24 marca, Bonaccorsi 27 marca, Antonio Barberini 28 marca i Ginetti 30 marca. Z końcem tego miesiąca liczba elektorów uległa zatem obniżeniu do 58.
13 kwietnia 1670 zmarł przebywający poza konklawe kardynał d’Elci. 23 kwietnia na konklawe dotarł ostatni z elektorów, kardynał Portocarrero, ustalając finalną ich liczbę na 59.

### Przebieg obrad
Do pierwszego głosowania, z udziałem 56 elektorów, doszło 21 grudnia. Najwięcej głosów, uzyskali w nim kardynałowie Francesco Barberini (17), Benedetto Odescalchi (10), Alderano Cibo (8) i Giovanni Bona (6). Żaden z pozostałych kandydatów nie otrzymał więcej niż cztery głosy. Już na początku konklawe uformowały się dwa bloki: z jednej strony blok kardynała Chigiego złożony z jego partii oraz frakcji hiszpańskiej, a z drugiej blok kardynała Azzolini, złożony z jego „lotnego szwadronu” oraz ugrupowań Barberiniego i Rospigliosi, jednak przed przybyciem francuskich kardynałów w drugiej połowie stycznia żadne poważne kroki nie mogły zostać podjęte. W pierwszych głosowaniach najwięcej głosów (od 12 do 25) otrzymywał dziekan Świętego Kolegium Francesco Barberini.
Po przybyciu kardynałów z Francji (18-20 stycznia) Flavio Chigi, popierany przez Hiszpanów, zaczął intensywnie agitować na rzecz kardynała Scipione d’Elci. Francuzi, którzy początkowo nie przystąpili do żadnego z dwóch bloków, w dniu 10 lutego otwarcie sprzeciwili się tej kandydaturze, a groźba formalnego weta skłoniła Chigiego i Medici do porzucenia tego kandydata. Faktyczne weto Francji wobec d’Elci wywołało konsternację i przez resztę lutego nie zaproponowano żadnej realnej alternatywy dla niego. W głosowaniach najwięcej głosów otrzymywał na ogół kardynał Odescalchi (maksymalnie 15 w dniu 25 lutego).
5 marca Chigi zaproponował kandydaturę Buonvisiego, ale w głosowaniu Buonvisi otrzymał zaledwie trzy głosy, co wywołało wściekłość upokorzonego Chigiego. Co więcej, kilka dni później blok Azzoliniego przeprowadził prawdziwą demonstrację swej siły. W dniu 10 marca aż 33 głosy na 58 zostały oddane na kardynała Giacomo Rospigliosi, który z uwagi na wiek (41 lat) i bliskie pokrewieństwo ze zmarłym papieżem nie był brany pod uwagę jako kandydat. Zagłosowało na niego nawet kilku kardynałów z bloku Chigiego. Demonstracja ta miała na celu pokazanie Chigiemu i Hiszpanom, że nie są w stanie samodzielnie wybrać papieża bez porozumienia z pozostałymi frakcjami. W tym samym głosowaniu pięciu kardynałów z frakcji francuskiej zagłosowało na chorego kardynała Antonio Barberiniego.
Po tej demonstracji Azzolini jeszcze tego samego dnia wysunął oficjalnie kandydaturę swojego faworyta, Pietro Vidoniego, który uzyskał poparcie Francji. Jednakże Medici zdecydowanie go odrzucił, a hiszpański ambasador Astorga oświadczył, że królowa-regentka Marianna Habsburg wykluczyła tego kandydata. Chigi także się na niego nie zgodził, mimo że należał on do jego partii. W toku nocnych negocjacji z 10 na 11 marca w celi kardynała Sforzy Chigi i Medici uzgodnili wysunięcie jako kontrkandydata kardynała Benedetto Odescalchi, który już wcześniej uzyskiwał pewne poparcie w głosowaniach. Odescalchi został jednak odrzucony przez Azzoliniego oraz przez Francuzów. Choć jeszcze 17 marca wydawało się, że Odescalchi zdoła uzbierać wymaganą większość, 20 marca zagłosowało na niego jedynie siedmiu elektorów, a ambasador francuski przekazał kardynałom oświadczenie, że Francja nie zaakceptuje żadnego kandydata, który nie miałby żadnych zobowiązań wobec niej. Ta deklaracja była faktycznym wetem wobec Odescalchiego, który od tego momentu przestał się liczyć jako kandydat.
Po Wielkanocy (3 kwietnia) zaproponowano kandydaturę kardynała Brancaccio, którego poparł teraz także Azzolini, ale zdecydowany sprzeciw zgłosił Medici i Hiszpanie. 11 kwietnia ambasador hiszpański Astorga przekazał informację, że królowa-regentka nakazała zawetowanie tej kandydatury.
19 kwietnia przybył wreszcie do Rzymu hiszpański kardynał Portocarrero, który cztery dni później wszedł na konklawe. Dzień później z Hiszpanii przybył specjalny kurier ze świeżymi instrukcjami rady regencyjnej, które w dużej mierze dyskredytowały dotychczasowe działania ambasadora Astorgi oraz kardynała Medici. Nowe instrukcje stwierdzały, że Hiszpania nie zgłasza weta wobec żadnego kandydata, a w szczególności wobec Pietro Vidoniego, co jednoznacznie odebrano jako wyraz oficjalnego poparcia dla tej kandydatury. Zwrot ten był wynikiem przetasowań personalnych w radzie regencyjnej – po śmierci markiza d’Aitona jego następcą został kardynał de Aragon, który sprzyjał Vidoniemu.
Ten nagły zwrot w stanowisku Hiszpanii tchnął nową nadzieję w kardynała Azzolini, największego zwolennika Vidoniego. Nadzieja ta jednak okazała się płonna. Chigi zareagował zerwaniem sojuszu z Hiszpanami i zwrócił się ku Francuzom, od których zdołał uzyskać obietnicę nie popierania Vidoniego. Z kolei kardynał Medici i inni włoscy kardynałowie z hiszpańskiej frakcji odmówili podporządkowania się instrukcjom, obawiając się, że Vidoni nie wybaczy im ich opozycji wobec niego, jaką prezentowali przez całe konklawe. W tej sytuacji przedstawiciele Hiszpanii i Francji oraz kardynałowie Chigi, Rospigliosi i Francesco Barberini na tajnych spotkaniach w dniach 27, 28 i 29 kwietnia uzgodnili, że papieżem zostanie kardynał Emilio Altieri z partii Rospigliosiego. Azzolini został z tych negocjacji wykluczony i dowiedział się o nich, dopiero gdy kardynał Rospigliosi 29 kwietnia oznajmił wszystkim kardynałom ich rezultaty.

## Wybór Klemensa X
W wieczornym głosowaniu w dniu 29 kwietnia kardynał Emilio Altieri otrzymał 21 głosów w fazie skrutynium i 35 w fazie akcesu, co dało mu łącznie 56 głosów na 59. Tylko Ottoboni i Azzolini do końca obstawali przy Vidonim, a sam Altieri zgodnie z obyczajem również nie głosował na siebie. Prawie 80-letni starzec niespodziewanie ociągał się jednak z przyjęciem tiary. Twierdził, że jest za stary i chce w spokoju dożyć do końca swoich dni. Ostatecznie jednak przyjął wybór jako Klemens X, na cześć Klemensa IX, który mianował go kardynałem. Uroczystości koronacyjne odbyły się 11 maja 1670 roku.

## Uzupełniające źródła internetowe
- www.pickle-publishing.com
- cardinals.fiu.edu
- www.saint-mike.org
- www.csun.edu